# 성영재
성영재(成英在, 1971년 3월 9일 ~ )는 전 KBO 리그 쌍방울 레이더스, SK 와이번스, 해태 타이거즈, KIA 타이거즈, 두산 베어스, LG 트윈스의 투수이다.
쌍방울 레이더스의 중심 투수로 활동했으며, 10승 5패 및 평균자책 2.37을 기록했던 1996년이 커리어 하이 시즌이었으며 같은 해 플레이오프 1차전 선발투수를 맡았으나 경기 도중 손가락 부상으로 강판당했고 이 탓인지 쌍방울은 1차전과 2차전 승리 이후 내리 3연패하는 수모를 겪었다. 재정난으로 쌍방울 레이더스가 해체되고 SK 와이번스로 인계되었다가 2000년 6월 1일 해태 내야수 이호준을 상대로 트레이드되었는데 선수협 파동으로 미운털이 박힌 게 컸으며 연고 팀 해태 타이거즈에서는 KIA 타이거즈로 바뀐 이후까지 좋은 모습을 보이지 못하고 2002년 시즌 후 방출되었다. 2003년 두산 베어스로 이적했으나, 그 해 김호 등과 함께 6월 3일 웨이버 공시되었고 6월 12일에 LG 트윈스가 계약 양도를 신청, 이적하여 LG에서 은퇴했다. 2006년부터 2010년까지 LG 트윈스의 코치로 활동했고 2010 시즌 후 LG 트윈스의 스카우트로 자리를 옮겼다. 해태 타이거즈에 이적했던 2000년에 병역 비리로 구속되었다가, 집행유예로 석방되었다.
2016년 10월부터 2021년까지 모교인 광주제일고등학교의 감독을 맡았다.
광주일고 감독에서 물러난 후, LG 트윈스의 스카우트로 복귀했다.

## 출신학교
- 서림초등학교
- 충장중학교
- 광주제일고등학교
- 인하대학교

## 통산 기록
| 연도 | 소속    | 평균자책 | 경기 | 승 | 패 | 세 | 홀드 | 완투 | 완봉 | 이닝  | 피안타 | 피홈런 | 4사구 | 탈삼진 | 실점 | 자책점 | 비고               |
| ---- | ------- | -------- | ---- | -- | -- | -- | ---- | ---- | ---- | ----- | ------ | ------ | ----- | ------ | ---- | ------ | ------------------ |
| 1993 | 쌍방울  | 4.03     | 24   | 1  | 13 | 0  | 0    | 5    | 0    | 116   | 111    | 7      | 73    | 75     | 59   | 52     |                    |
| 1994 | 쌍방울  | 4.95     | 28   | 7  | 10 | 0  | 0    | 3    | 1    | 147⅓  | 155    | 12     | 81    | 85     | 84   | 81     |                    |
| 1995 | 쌍방울  | 5.08     | 27   | 9  | 14 | 0  | 0    | 5    | 1    | 154   | 168    | 17     | 75    | 92     | 92   | 87     |                    |
| 1996 | 쌍방울  | 2.37     | 24   | 10 | 5  | 0  | 0    | 5    | 3    | 148   | 122    | 10     | 49    | 92     | 43   | 39     |                    |
| 1997 | 쌍방울  | 2.43     | 23   | 5  | 6  | 0  | 0    | 1    | 1    | 107⅓  | 93     | 10     | 47    | 80     | 32   | 29     |                    |
| 1998 | 쌍방울  | 3.51     | 36   | 7  | 9  | 1  | 0    | 3    | 1    | 141   | 145    | 15     | 48    | 76     | 67   | 55     |                    |
| 1999 | 쌍방울  | 6.10     | 31   | 5  | 16 | 2  | 0    | 1    | 0    | 131⅓  | 155    | 29     | 57    | 74     | 95   | 89     |                    |
| 2000 | SK 해태 | 4.84     | 31   | 7  | 7  | 0  | 2    | 1    | 1    | 111⅔  | 133    | 17     | 56    | 74     | 64   | 60     | SK성적 7경기 3패   |
| 2001 | KIA     | 5.72     | 39   | 5  | 4  | 3  | 6    | 0    | 0    | 61⅓   | 67     | 8      | 26    | 36     | 42   | 39     |                    |
| 2002 | KIA     | 9.00     | 1    | 0  | 0  | 0  | 0    | 0    | 0    | 1     | 3      | 1      | 0     | 0      | 1    | 1      |                    |
| 2003 | 두산 LG | 3.24     | 24   | 1  | 1  | 2  | 2    | 0    | 0    | 33⅓   | 37     | 1      | 16    | 17     | 13   | 12     | 두산성적 5경기 1패 |
| 2004 | LG      | 3.46     | 16   | 1  | 0  | 0  | 4    | 0    | 0    | 13    | 14     | 2      | 4     | 6      | 5    | 5      |                    |
| 통산 | 12시즌  | 4.24     | 304  | 58 | 85 | 8  | 14   | 24   | 8    | 1165⅓ | 1203   | 129    | 532   | 707    | 597  | 549    |                    |